# Zaścinocze
Zaścinocze, Zaścianocze (ukr. Застіноче, Zastinocze) – wieś na Ukrainie, w obwodzie tarnopolskim, w rejonie tarnopolskim.
Do 2020 w rejonie trembowelskim.
Północno-zachodnią część wsi stanowi dawniej odrębna wieś Kaptury.